# 아트투게더
투게더아트(Together Art, 법인명 주식회사 투게더아트)는 대한민국 최초의 미술품 종합거래 플랫폼이다. 10,000원(1조각) 단위부터 시작하는 미술품 조각투자 서비스를 투자계약증권 형태로 발행 중으로, 일반 대중이 소액으로 미술품을 소유할 수 있도록 지원한다. 투게더아트 미술품 투자계약증권 청약은 미술품 전문가가 수집할 작품을 선정하고 회원들은 해당 미술품을 조각 단위로 원하는 만큼 소유권을 구매한다. 이후 작품의 가치가 상승하면 매각을 통해 수익을 얻을 수 있다.
투게더아트는 2018년 '아트투게더(Art Together)' 서비스 오픈 이래 피카소, 앤디 워홀 및 쿠사마 야요이 등 세계적인 거장들의 작품부터 이우환 등 국내 유명 예술가들의 작품까지 100점이 넘는 작품을 대중에게 선보이며 공동구매 모집을 진행했다.
2022년 11월 29일 금융위원회의 '㈜뮤직카우 제재면제 의결 및 한우·미술품 조각투자의 증권성 판단'에 대하여 발표로 인하여 투게더아트 또한 투자자보호 요건 등을 완비하여 투자계약증권으로의 사업구조 재편을 진행하게 되었으며, 2023년 7월 12일에 제재 면제 결정을 받았다. 
이후 2024년 1월에 1호 미술품 투자계약증권 발행을 시작으로, 2025년 1월까지 1년 만에 7호 미술품 투자계약증권 발행을 완료함으로써 투자계약증권 발행사 중 최다로 발행을 하였다.
한편, 2022년 3월 투게더아트는 국내 최대 경매사 중 한 곳인 케이옥션으로부터 지분투자(19%)를 유치하고 미술품 수급, 구매 및 경매 등 여러 미술품 공동구매 사업 분야에서 케이옥션과 포괄적 업무협약을 체결했다. 같은 해 8월에는 리퍼블릭 등 미국 투자사를 포함한 3개사로부터 40억 규모의 시리즈 프리A 투자를 유치했다. 2023년에는 NH투자증권으로부터 전략적 투자를 유치했다.

## 연혁
- 2018년 1월 투게더앱스 사내벤처 설립
- 2018년 8월 (주)투게더아트 법인설립
- 2018년 10월 한국투자파트너스 Seed 투자 유치
- 2018년 11월 대한민국 최초 미술품 공동구매 플랫폼 '아트투게더' 오픈
- 2019년 6월 모바일 금융 서비스 '핀크(Finnq)' 아트투자 제휴 서비스 오픈
- 2019년 9월 사람-인공지능 협업 작품 '핀크(Finnq)' 플랫폼 내 펀딩 진행
- 2019년 9월 제4회 '한국경제 핀테크 컨퍼런스 2019' 특별상 수상
- 2020년 4월 아트투게더 플랫폼, 대규모 리뉴얼 오픈
- 2020년 6월 아트투게더 온라인 경매 서비스 출시
- 2021년 6월 제1회 '대한민국 스마트 금융대상' 최우수상 수상
- 2021년 11월 삼성전자 C-lab Outside 스타트업 지원사업 선정
- 2021년 11월 공동구매 작품 수 100점 돌파
- 2022년 2월 아트투게더 갤러리 카페 확장 이전 및 그랜드 오픈
- 2022년 3월 케이옥션 지분 투자 유치 및 전략적 업무협약 체결
- 2022년 4월 한국핀테크산업협회 이사사 합류
- 2022년 4월 FLEX(명품 공동구매) 1호 상품 출시
- 2022년 5월 롯데카드 모바일 금융앱 '디지로카' 제휴 서비스 출시
- 2022년 5월 제3회 삼성금융 오픈 컬래버레이션 스타트업 선정
- 2022년 8월 리퍼블릭 등 3개사 시리즈 프리A 투자유치(40억 규모)
- 2022년 10월 제3회 삼성금융 오픈 컬래버레이션 우수상 수상
- 2022년 10월 교보증권 마이데이터 서비스 제휴
- 2022년 11월 NH투자증권 마이데이터 서비스 제휴
- 2022년 12월 NH투자증권 미술품 조각투자 업무 협약 체결
- 2022년 12월 카카오페이 아트위크 공동구매 및 카카오 아지트 전시회
- 2022년 12월 카카오브레인 karlo`s Moment 전시회
- 2023년 1월 한국핀테크산업협회 ‘핀테크 ESG 위원회’ 기업위원 위촉
- 2023년 2월 케이옥션 및 아트폼스(케이옥션 자회사) 지분투자 유치(최대주주 주식 일부 양수도) 및 업무협약 체결
- 2023년 3월 NH투자증권 토큰증권 협의체 ‘STO 비전 그룹’ 참여
- 2023년 4월 NH농협은행 업무 제휴
- 2023년 5월 케이옥션[케이아트스페이스] 미술품 보관 계약 체결
- 2023년 6월 NH투자증권 업무 제휴
- 2023년 10월 NH투자증권 투자 유치
- 2023년 11월 한국기업평가 MOU 체결
- 2023년 11월 나이스피앤아이 토큰증권 평가협의체 발족
- 2023년 12월 하이투자증권 미술품 기반 STO 사업 MOU 체결
- 2023년 12월 신한투자증권 토큰증권 사업 MOU 체결
- 2023년 12월 KB증권 토큰증권 사업 MOU 체결
- 2023년 12월 1호 투자계약증권 증권신고서 제출
- 2024년 1월 1호 투자계약증권 발행
- 2024년 4월 2호 투자계약증권 발행
- 2024년 6월 3호 투자계약증권 발행
- 2024년 7월 4호 투자계약증권 발행
- 2024년 7월 특허 등록(미술품 거래 관련 데이터 처리 방법)
- 2024년 11월 5호 투자계약증권 발행
- 2024년 12월 6호 투자계약증권 발행
- 2025년 1월 7호 투자계약증권 발행